# Penicillidae
Penicillidae zijn een familie van tweekleppigen uit de superorde Anomalodesmata.

## Geslachten
- Brechites Guettard, 1770
- Foegia Gray, 1842
- Humphreyia Gray, 1858
- Kendrickiana Morton, 2004
- Nipponoclava Smith, 1976
- Verpa Röding, 1798